# Can Verdera
Can Verdera és una masia de Celrà a la comarca del Gironès, inclosa a l'Inventari del Patrimoni Arquitectònic de Catalunya.

## Descripció
És un mas de planta rectangular, coberta de teula àrab amb cairats a dues vessants. Les parets són fetes amb còdols rierencs. Aquest fet caracteritza les construccions existents en aquest pla a prop del riu Ter. Les finestres i porta d'accés estan emmarcades per carreus de pedra amb llindes planes sense cap ornamentació. Inicialment la casa era estructurada en tres crugies, posteriorment fou ampliada i es va construir una altra part amb una volta d'arc de mig punt de totxo que servia de pallissa. Hi ha un petit forn a la planta baixa. La crugia central a la planta baixa és feta amb volta de rajols a sardinell i al fons hi ha l'escala que condueix a la planta principal. Es conserva parcialment el rellotge de sol a la façana principal.

## Història
La llinda de la porta d'accés duu la inscripció «Jaume Galter me a feta per l'any 1793». Probablement hauria estat una masoveria de Cal Galter de Celrà. Després de la  construcció el mas fou ampliat per la banda est seguint la mateixa forma.
La plantació de pollancres en tot aquest sector ha fet que el mas quedi totalment amagat pels arbres. L'existència d'una gran alzina situada davant de la casa, ens parla d'un passat camperol avui inexistent.